# 胡宣明

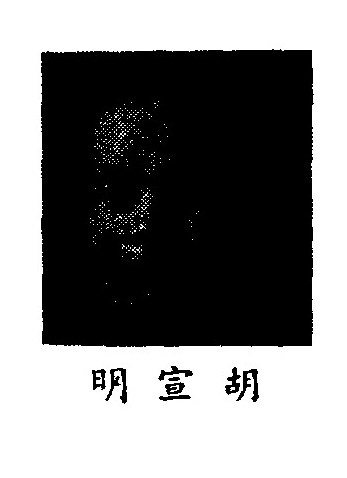

胡宣明（？—1965年），福建龙溪（今漳州市芗城区芝山街道前山村）人，中华民国大陸時期公共卫生专家。

## 生平
1920年代胡宣明就讀上海圣约翰大学時認識周辨明，也因此结识了周淑安，大学毕业后考入清华学校，后来公费到美国留学，在约翰·霍普金斯大学学习医学，成为首位在该校学习的中国人。
1920年，与周淑安结婚，夫妇二人迁居愚园路寓所，还购买了一架三角钢琴。
1921年，孙中山在广州就任中华民国非常大总统。1921年2月，广州市市长孙科聘胡宣明到广州担任广州市卫生局局长，这是中国首个城市卫生局。1922年6月，陈炯明发动六一六事变後，胡宣明夫妇回到上海。胡宣明经黄炎培赞助，担任“中国卫生教育会”总干事，投身卫生宣传及教育。1923年儿子胡伯亮出生。
1925年借款再赴美国留学，1928年归国服务，自纽约乘轮船经巴拿马运河到达旧金山，同年返抵上海任上海医学院教授1933年，出任立法院立法委员。
1948年，胡宣明辞退福建省的国民大会代表的提名，提前退休、回到上海。1965年，胡宣明因脑溢血病逝。